# Hunter Johnson
Hunter Walker Johnson (* 2. Juni 1994 in Taos, New Mexico) ist ein US-amerikanischer Tennisspieler.

## Karriere
Hunter Johnson wurde als Sohn von Jaff und Dawn Johnson geboren. Sein Zwillingsbruder Yates Johnson besuchte wie er die Southern Methodist University im Bundesstaat Texas und machte dort 2017 seinen Abschluss. Zuvor hatten die beiden an der University of Louisiana at Lafayette studiert. Sie spielten dort College Tennis.
Früh schon spezialisierte Hunter sich aufs Doppel, wo er fast immer mit seinem Bruder Yates spielt. Im Einzel stand er im Oktober 2016 mit Platz 1470 auf seinem Karrierehoch in der Tennisweltrangliste. 2015 gewannen die Brüder ihren ersten Titel auf der ITF Future Tour. Von 2016 bis 2018 kamen jedes Jahr zwei Titel hinzu, sodass sie 2018 erstmals in die Top 300 im Doppel vorstoßen und regelmäßiger an Turnieren der ATP Challenger Tour teilnehmen konnten. Einmal, 2018 in Savannah, konnten sie ein Challenger-Halbfinale erreichen.
Im Jahr 2019 gewannen sie vier Futures, im Februar 2020 erreichten sie Platz 250, ihr Karrierehoch. Kurz darauf legten sie, auch pandemiebedingt, eine Pause ein und kehrten erst 2021 auf die Tour zurück. Sie kamen in Delray Beach dank einer Wildcard zu ihrem Debüt auf der ATP Tour. Hier unterlagen sie ihren Landsmännern Ryan und Christian Harrison in zwei Sätzen.

## Erfolge
| Legende (Anzahl der Siege)  |
| Grand Slam                  |
| ATP World Tour Finals       |
| ATP World Tour Masters 1000 |
| ATP World Tour 500          |
| ATP World Tour 250          |
| ATP Challenger Tour (1)     |

### Doppel

#### Turniersiege
| Nr. | Datum              | Turnier  | Belag | Partner        | Finalgegner                     | Ergebnis         |
| --- | ------------------ | -------- | ----- | -------------- | ------------------------------- | ---------------- |
| 1.  | 25. September 2021 | Bukarest | Sand  | Ruben Gonzales | Maximilian Marterer Lukáš Rosol | 1:6, 6:2, [10:3] |